# Nowa Wieś Mała (Grodków)
Nowa Wieś Mała (deutsch Klein Neudorf) ist ein Dorf in der Gemeinde Grodków (Grottkau) in der Woiwodschaft Opole in Polen.

## Geographie

### Geographische Lage
Das Straßendorf Nowa Wieś Mała liegt im Westen der historischen Region Oberschlesien im Grottkauer Land. Nowa Wieś Mała liegt zwei Kilometer südlich vom Gemeindesitz Grodków, etwa 26 Kilometer südwestlich der Kreisstadt Brzeg (Brieg) und etwa vierzig Kilometer westlich der Woiwodschaftshauptstadt Oppeln. 
Nowa Wieś Mała liegt in der Nizina Śląska (Schlesische Tiefebene) innerhalb der Równina Grodkowska (Grottkauer Ebene). Durch den Ort verläuft die Woiwodschaftsstraße Droga wojewódzka 401. Westlich des Dorfes verläuft die Bahnstrecke Nysa–Brzeg.

### Nachbarorte
Nachbarorte von Nowa Wieś Mała sind im Norden der Gemeindesitz Grodków (Grottkau) und im Süden Stary Grodków (Alt Grottkau).

## Geschichte

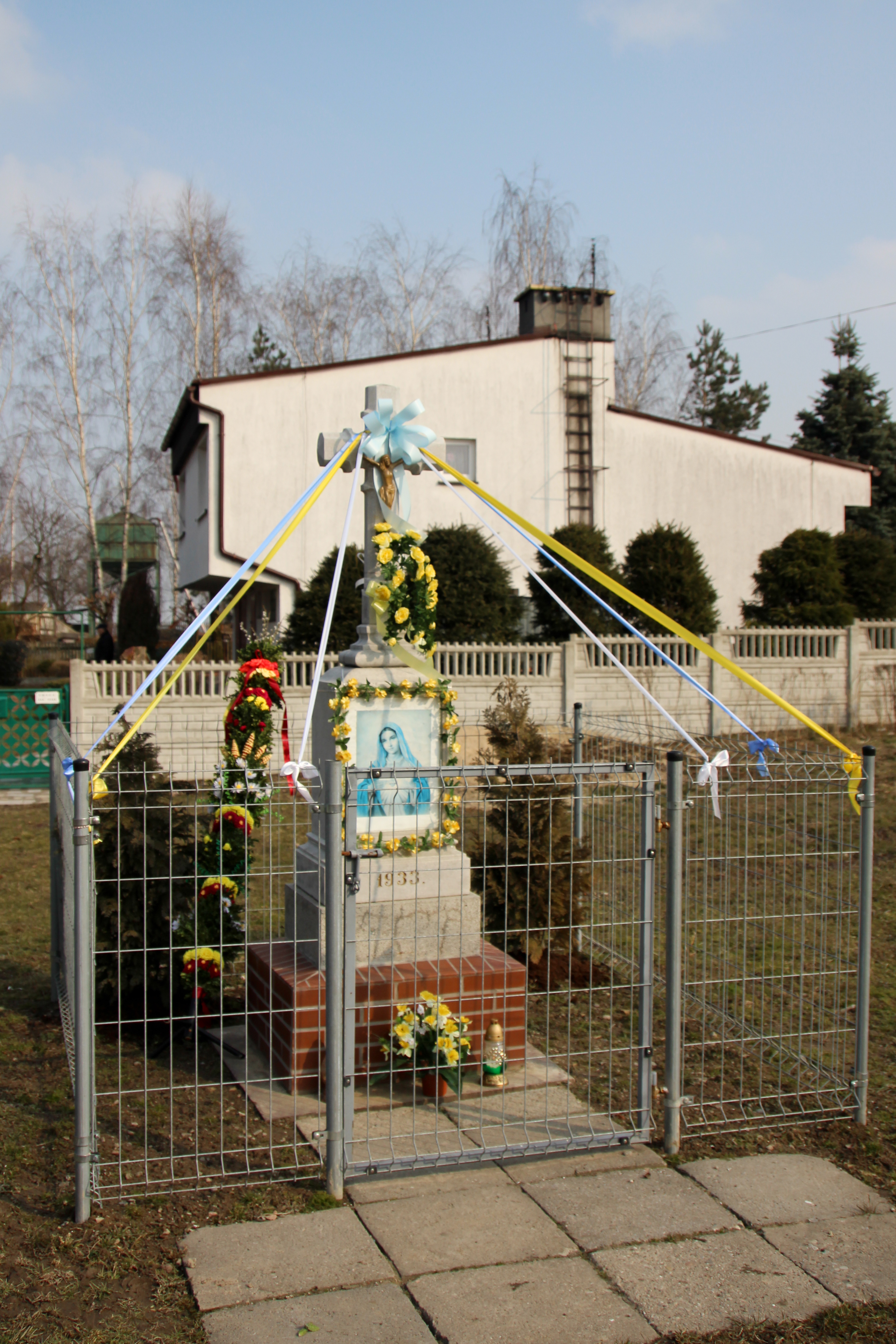
Wegekreuz von 1933

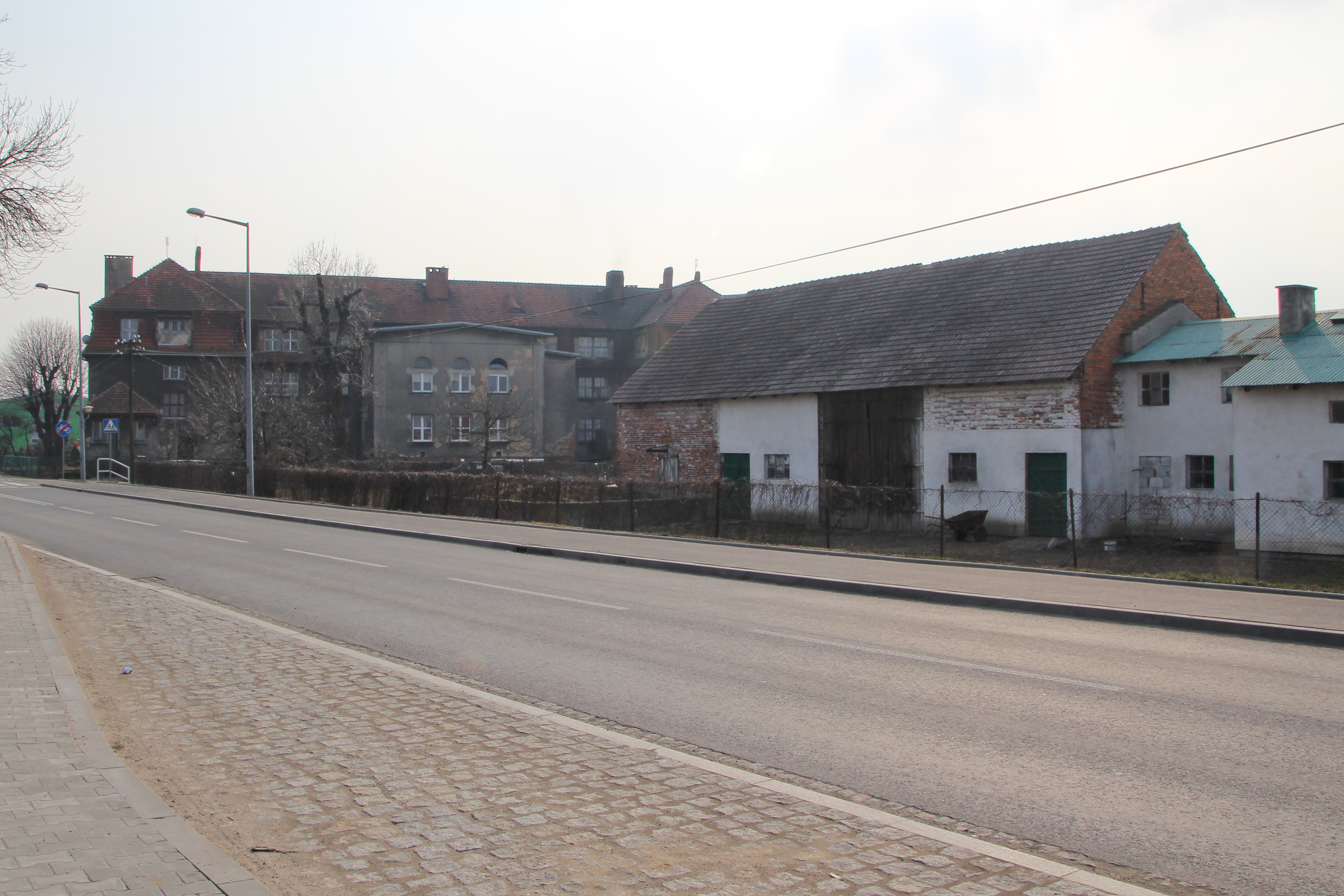
Straßenpartie im Dorfkern

Klein Neudorf wurde um 1250 nach deutschem Recht gegründet und 1271 als Nova villa erstmals erwähnt. Das Dorf besaß ein Scholzengut und war dem Kloster Kamenz zehntverpflichtet. 1324 gehörte es einem Hermann von Adelungisbach. 1343 wurde Nova villa von der Stadt Grottkau erworben, mit der es 1344 an das bischöfliche Fürstentum Neisse gelangte. 1579 übte die Stadt Grottkau die Dorfherrschaft aus.
Nach dem Ersten Schlesischen Krieg 1742 fiel Klein Neudorf mit dem größten Teil des Fürstentums Neisse an Preußen. 
Nach der Neuorganisation der Provinz Schlesien gehörte die Landgemeinde Klein Neudorf ab 1816 zum Landkreis Grottkau im Regierungsbezirk Oppeln. 1855 lebten in Klein Neudorf 320 Menschen. 1874 wurde der Amtsbezirk Alt Grottkau gegründet, zu dem Klein Neudorf eingegliedert wurde. Erster Amtsvorsteher war der Rittergutsbesitzer und Leutnant Scupin aus Klein Neudorf. 1885 zählte Klein Neudorf 236 Einwohner.
1902/03 wurde das Dorfgut an die Provinzial-Erziehungs-Anstalt verkauft. 1912 gingen die Gebäude an die Provinz Oberschlesien, die in den Gebäuden eine Fürsorge-Erziehungsanstalt einrichtete. 1933 lebten in Klein Neudorf 360 Einwohner, 1939 waren es 289. Bis Kriegsende 1945 gehörte der Ort zum Landkreis Grottkau.
Als Folge des Zweiten Weltkriegs fiel Klein Neudorf 1945 wie der größte Teil Schlesiens unter polnische Verwaltung. Nachfolgend wurde der Ort in Nowa Wieś Mała umbenannt und der Woiwodschaft Schlesien angeschlossen. 1950 wurde es der Woiwodschaft Oppeln eingegliedert. 1999 kam der Ort zum neu gegründeten Powiat Brzeski (Kreis Brieg).

## Sehenswürdigkeiten
- Wegekreuz aus dem Jahr 1933
- Alter Speicher

## Vereine
- Fußballverein LZS Nowa Wieś Mała